# Käthe Sturmfels
Käthe Sturmfels, verheiratete Becker (* 25. November 1878 in Seligenstadt; † 15. November 1958 in Darmstadt) war eine deutsche Schriftstellerin. Sie schrieb auch unter dem Namen Käthe Sturmfels-Becker.

## Leben
Sturmfels kam als Tochter eines Pfarrers in Seligenstadt zur Welt. Sie wurde in Hanau im Kunstgewerbe ausgebildet; es folgten Reisen in die Schweiz, nach Schweden und Russland. Im Jahr 1907 heiratete sie den späteren Studienrat Wilhelm Martin Becker und lebte ab dieser Zeit in Darmstadt. 1909 kam die gemeinsame Tochter Mechthilt, 1911 der Sohn Otfried und 1913 der Sohn Meinhart zur Welt.
Sturmfels verfasste ab 1905 Jugendschriften, beschäftigte sich jedoch vor allem mit der Frauenfrage. Hier nahm sie eine deutlich antifeministische Haltung ein. In ihrem 1909 erschienenen Werk Krank am Weibe propagierte sie zum Beispiel, dass die Mutterschaft der „einzige… Sinn weiblichen Seins“ sei.
Sturmfels stand unter anderem in brieflichem Kontakt mit Hermann Hesse. Wilhelm Heidwolf Arnold (1897–1984) schuf 1920 eine Büste von ihr.
Sie unterstützte 1919 von Darmstadt aus Wilhelm Kiefer bei seinem  Projekt "Hochstift", das dieser mit Wolfgang Kapp realisieren wollte.
Ihm vermittelte sie außerdem 1924 die finanzielle Unterstützung durch den Wormser Lederfabrikanten L. C. von Heyl
Sie war Mitglied des Reichsverbandes Deutscher Schriftsteller.

## Werke
- Was ist der Frau erlaubt, wenn sie liebt? Betrachtungen über Wesen und Werden der Frau. Greiner, Stuttgart 1907. (99. Auflage 1931)
- Die Schwester der schönen Margarete. Aus einem Frauenleben. Roman. Greiner & Pfeiffer, Stuttgart 1907.
- Krank am Weibe. Eine Streitschrift. Mit einem Geleitwort von Dagobert von Gerhardt-Amyntor. Strecker & Schröder, Stuttgart 1909.
- Liebe Mädchen. Drei Novellen. Engelhorn, Stuttgart 1910.
- Lieder und Gedichte von Kätchen Becker, geb. Sturmfels. Schmitt, Landau 1915.
- Führerschaft. Eine Rede vor der Vereinigung „Deutscher Jugend“. (in Deutschlands Erneuerung, Nr. 4, 1920)
- Wie werde ich eine feine Frau? Strecker und Schröder, Stuttgart 1922.
- Geschlechtliche Erziehung. Hachmeister & Stahl, Leipzig 1926.
- Christmärlein am Berg. Weihnachtslegende in 3 Bildern. Heyer, Berlin 1932.
- Hedwig bekommt ein Kind. Ein deutsches Lustspiel. Heyer, Berlin q934.